# Luciano Storero
Luciano Storero (Pinasca, Piemont, 26 de setembre de 1926 – 1 d'octubre de 2000) és un bisbe catòlic italià, diplomàtic al servei de la Santa Seu.

## Biografia
Fou ordenat sacerdot el 29 de juny de 1949. El 22 de novembre de 1969 fou nomenat arquebisbe titular de la diòcesi de Tigimma i el mateix dia fou nomenat delegat apostòlica. El 24 de desembre de 1970 fou nomenat nunci apostòlic a la República Dominicana. Va servir com a Pro-Nunci al Gabon, Camerun i Guinea Equatorial de 1973 a 1976. De 1976 a 1981 fou nomenat nunci apostòlic a l'Índia. També va servir com a nunci apostòlic a Veneçuela de 1981 a 1990. Després d'exercir com a nunci a Grècia, el 15 de novembre de 1995 fou nomenat com a desè Nunci apostòlic a Irlanda. Va romandre en aquest càrrec fins a la seva mort l'1 d'octubre de 2000.
Com a nunci a Irlanda en 1997, als Estats Units es va informar en gener de 2011 que Storero havia signat una carta de dues pàgines que advertira als bisbes irlandesos contra la implementació d'una política "que incloïa un 'informe obligatori' de presumptes abusadors a les autoritats civils." La política, que havia estat aprovada pels bisbes irlandesos, va posar l'església irlandesa en oposició a Storero i el Vaticà. Aquesta oposició no es va invertir almenys fins que llavors cardenal Ratzinger (després Benet XVI) va ser posat a càrrec de la Congregació per a la Doctrina de la Fe per Joan Pau II en 2001. En aquest moment el Vaticà va començar "a inclinar la balança [en] el dret canònic ... a favor de les víctimes. Però ha [el Papa] fet prou?" preguntava un informe anterior a 2011 a la cadena Raidió Teilifís Éireann. "El Vaticà encara ha de reconèixer la seva contribució a la creació del problema, en primer lloc ... [quan] posa la reputació de l'Església i l'evitació d'escàndol per sobre de les preocupacions de les víctimes [sota Storero i abans]."